# Deramas antynax
Deramas antynax is een vlinder uit de familie van de Lycaenidae. De wetenschappelijke naam van de soort is voor het eerst geldig gepubliceerd in 1970 door Eliot.